# Château de Marsan (Marsan)
Ne doit pas être confondu avec Château de Marsan (Roquefort).
Le château de Marsan situé sur la commune de Marsan, dans le département du Gers a été construit en 1750 sur des fondations d'une ancienne forteresse du XIIe siècle. À travers ses différentes branches, la famille de Montesquiou est propriétaire des demeures successives construites depuis le XIIe siècle.

## Histoire
Dès le XIIe siècle, ce village appartient à la famille de Montesquiou. Vers 1170, elle fortifie l'église pour faire face à une agression du comte Bernard d'Armagnac qui, à l'occasion d'un conflit avec l'archevêque d'Auch, s'empare de la forteresse et fait raser le "castrum de Marsano". Le château est ensuite rebâti avec la contribution du chapitre de Sainte-Marie d'Auch.
L'ancienne forteresse subit diverses modifications au cours des siècles, notamment après les ravages des guerres de Religion. 
Un nouveau château est construit sur le même emplacement au XVIIIe siècle,.  Les transformations essentielles datent de 1750. À partir de 1833, la tour carrée du sud-ouest est terminée et la couverture est réalisée.
Habité d'abord par les anciens barons de Montesquiou, il passe dans la branche de Marsan, puis est légué en 1906 par le dernier duc de Montesquiou-Fezensac (décédé en 1913) à la branche Montesquiou d'Artagnan (les deux branches séparées depuis le XVe siècle) qui le possède depuis. C'est actuellement la résidence de Aimery de Montesquiou-Fezensac d'Artagnan, dit « duc de Montesquiou-Fezensac » (titre irrégulier), ancien député, député européen et ancien sénateur du Gers.  
Le château fait l’objet d’un classement au titre des monuments historiques depuis le 23 août 1991.